# Гиард Ларраури, Адольфо

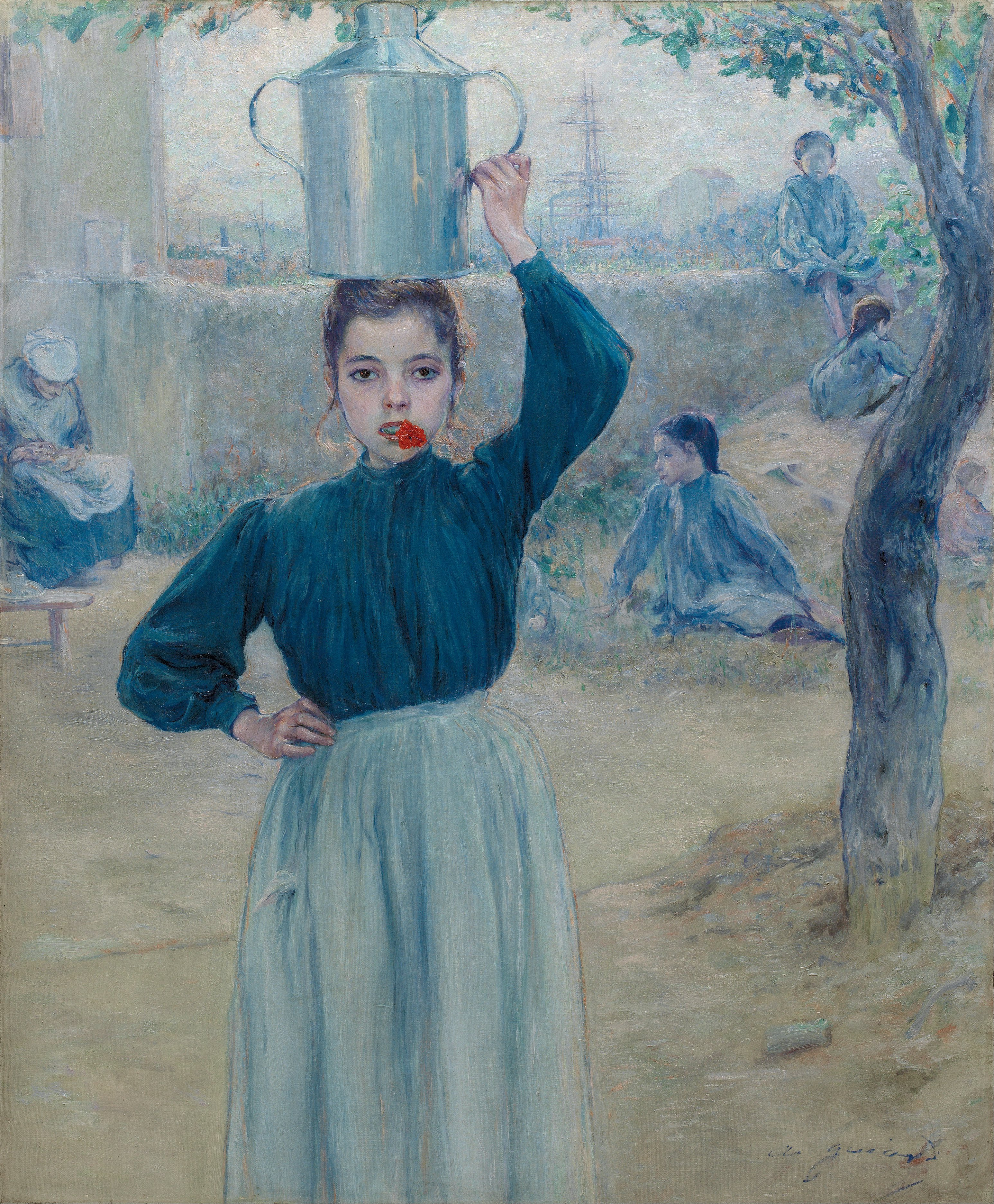
Маленькая деревенская девушка с красной гвоздикой

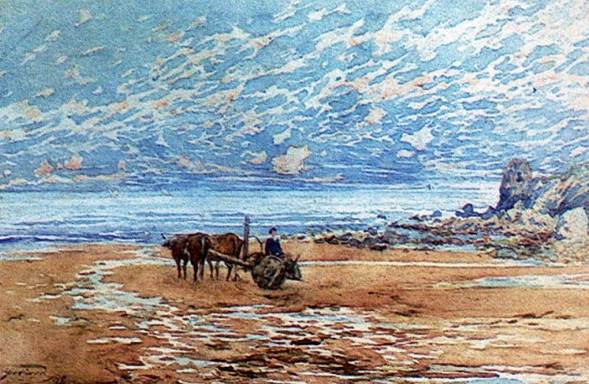
Пляж в Бакио

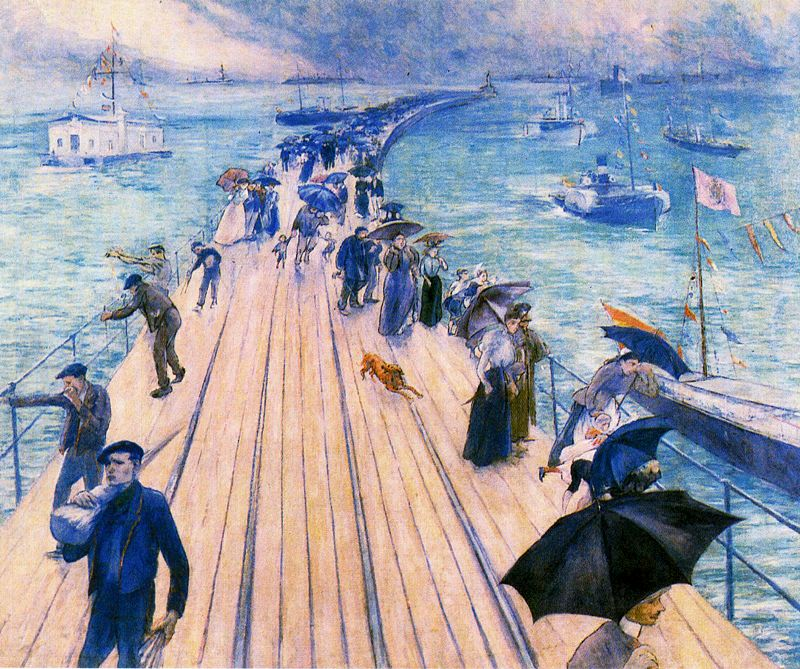
Дорога к старому маяку в Португалете

Адольфо Гиард Ларраури (10 апреля 1860, Бильбао — 8 марта 1916, там же) — испанский и баскский художник-импрессионист, зачинатель импрессионизма в Стране Басков.

## Биография
Родился в многодетной семье фотографа, выходца из Франции. Первые уроки живописи получил у Антонио Лекуона в Бильбао. Затем переехал в Барселону, где был учеником Рамона Марти-и-Альсина.
С 1878 года жил в Париже, учился в Академии Коларосси. Познакомился с многими известными художниками, в частности, Дега, который оказал большое влияние на его творчество. Среди знакомых А. Гиарда были также Эмиль Золя и Альфонс Доде.
Около 1886—1887 годов вернулся в Бильбао.
Под влиянием французского импрессионизма А. Гиард начал работать на пленэре. Писал пейзажи. Открыл свою мастерскую в Бакио. Участвовал в первой выставке современного искусства, которая проходила в Бильбао, что сделало его работу более популярной, несмотря на негативные отзывы.
Картины, созданные в Бакио, в основном изображают жизнь и быт сельских жителей. В работах этого периода художник сосредоточился на фигурах, оставив пейзаж на втором плане, с доминирующим зелёным, голубым и серым цветом.
В 1902 году выставлялся вместе с другими испанскими художниками в галереях Зильберберга в Париже. Многие картины А. Гиарда хранятся в Музее изящных искусств в Бильбао, хотя большинство его работ находятся ныне в частных коллекциях.